# Jacobus de Kerle
Jacobus de Kerle (Ieper, 1531 of 1532 - Praag, 7 januari 1591) was een Vlaams polyfonist.
Van 1555 af leefde hij in Italië en werkte hij in een kerk in Orvieto; van 1562 af diende hij de aartsbisschop van Augsburg in Rome tijdens het Concilie van Trente. Hij was actief in Ieper in de periode 1565-67, leidde later het koor van de kathedraal van Augsburg en trok vervolgens in 1575 in een benedictijnerabdij in, namelijk in Kempten. Opnieuw keerde hij naar Vlaanderen terug, als cantor van de kathedraal van Kamerijk in 1579, maar hij ging in 1582 weer naar Duitsland om in Keulen koorleider te worden; later dat jaar nam hij zijn laatste betrekking aan, in Praag. Zijn gepubliceerde werken bevatten 8 uitgaven van motetten en Vespers en een boekdeel missen. Zijn werken in ongecompliceerde, lyrische stijl hebben mogelijk de vaderen van het Concilie van Trente ervan overtuigd polyfone muziek niet uit de kerk te bannen.

- Bibliothèque nationale de France: cb137928726 (data)
- Gemeinsame Normdatei: 123911370
- International Standard Name Identifier: 0000 0001 1025 9065
- Library of Congress Control Number: n82237505
- Nationale Bibliotheek van Letland: 000067041
- MusicBrainz: dd3bad2a-434c-421a-960d-b08dd7f7f199
- Nationale Bibliotheek van Tsjechië: xx0000154
- Nationale Bibliotheek van Israël: 987012502501705171
- Nederlandse Thesaurus van Auteursnamen: 165602813
- Istituto Centrale per il Catalogo Unico: MUSV035744
- SNAC: w6088694
- Système universitaire de documentation: 119760096
- Virtual International Authority File: 44483332
- WorldCat: E39PBJk8TWvg88khWgbGdwKcfq